# Chiryū
Chiryū (知立市, Chiryū-shi) est une ville située dans la préfecture d'Aichi, sur l'île de Honshū, au Japon.

## Géographie

### Situation
Chiryū est située au centre de la préfecture d'Aichi.

### Municipalités limitrophes
| Anjō | Toyota | Toyota |
| Anjō | Chiryū | Kariya |
| Anjō | Kariya | Kariya |

### Démographie
En octobre 2019, la population de la ville de Chiryū était de 72 485 habitants répartis sur une superficie de 16,31 km2.

## Histoire
Chiryū s'est développée à l'époque d'Edo autour de Chiryū-juku, la trente-neuvième station du Tōkaidō.
Le bourg de Chiryū a été fondé le 1er octobre 1889. Il obtient le statut de ville le 1er décembre 1970.

## Culture locale et patrimoine
Chiryū abrite plusieurs temples bouddhistes et sanctuaires shinto, parmi lesquels le Chiryū-jinja et le Yatsuhashi-Muryōju-ji.

## Transports
Chiryū est desservie par les lignes Nagoya et Mikawa de la compagnie Meitetsu. La gare de Chiryū est la principale gare de la ville.

## Symboles municipaux
La fleur qui symbolise la ville de Chiryū est l'iris du Japon et l'arbre qui symbolise la ville est le zelkova du Japon.